# Гаттиа, Аларико
Аларико Гаттиа (итал. Alarico Gattia, 9 декабря 1927, Генуя — 3 сентября 2022, Милан) — итальянский художник комиксов.

## Биография
В 1950-х годах он переехал в Милан, где нашёл работу художника по рекламе, а в 1954 году начал сотрудничать в качестве иллюстратора для некоторых изданий Arnoldo Mondadori Editore.
Дебютировал как художник комиксов в конце 1960-х, делая зарисовки для некоторых рассказов Дьяволика, а также для некоторых рассказов журналов Corriere dei Piccoli и Horror, а затем надолго перешёл в Giornalino, создавая комиксы по сюжетам классической литературы в сокращении, в том числе «Трёх мушкетёров» на основе текстов Лучано Джакотто. В 1977 году он написал и оформил два тома серии «Человек-приключение» («Человек из Клондайка» и «Человек с Юга»), опубликованной издательством Cepim.
В начале 1980-х он сотрудничал с журналистом Энцо Бьяджи в написании комиксов «История Италии», опубликованных Mondadori, а также в сериях La découverte du monde и Histoire du Far West, опубликованных во Франции издательством Larousse. В 1983 году он был одним из двенадцати дизайнеров, призванных дать свою личную интерпретацию Текса Виллера для портфолио Edizioni d’Arte lo Scarabeo I Volti Segreti di Tex. Во второй половине 1980-х годов он был одним из основателей Ассоциации иллюстраторов, в которой он также занимал пост президента. В те же годы он также написал несколько рассказов для журнала Comic Art.
Затем он пишет рассказ под названием Glorieta Pass, опубликованный в Almanacco del West (тексты Мауро Боселли) в 1998 году.
Он умер 3 сентября 2022 года, за три месяца до своего 95-летия.

## Признание
- Премия Карана д’Аша и премия Yellow Kid[итал.] "Referendum" для иллюстратора на Международной выставке комиксов[итал.] 1984 года